# Фридерика Бер-Монті

Еґон Шіле. Портрет Фридерики Марії Бер. 1914. Приватне зібрання

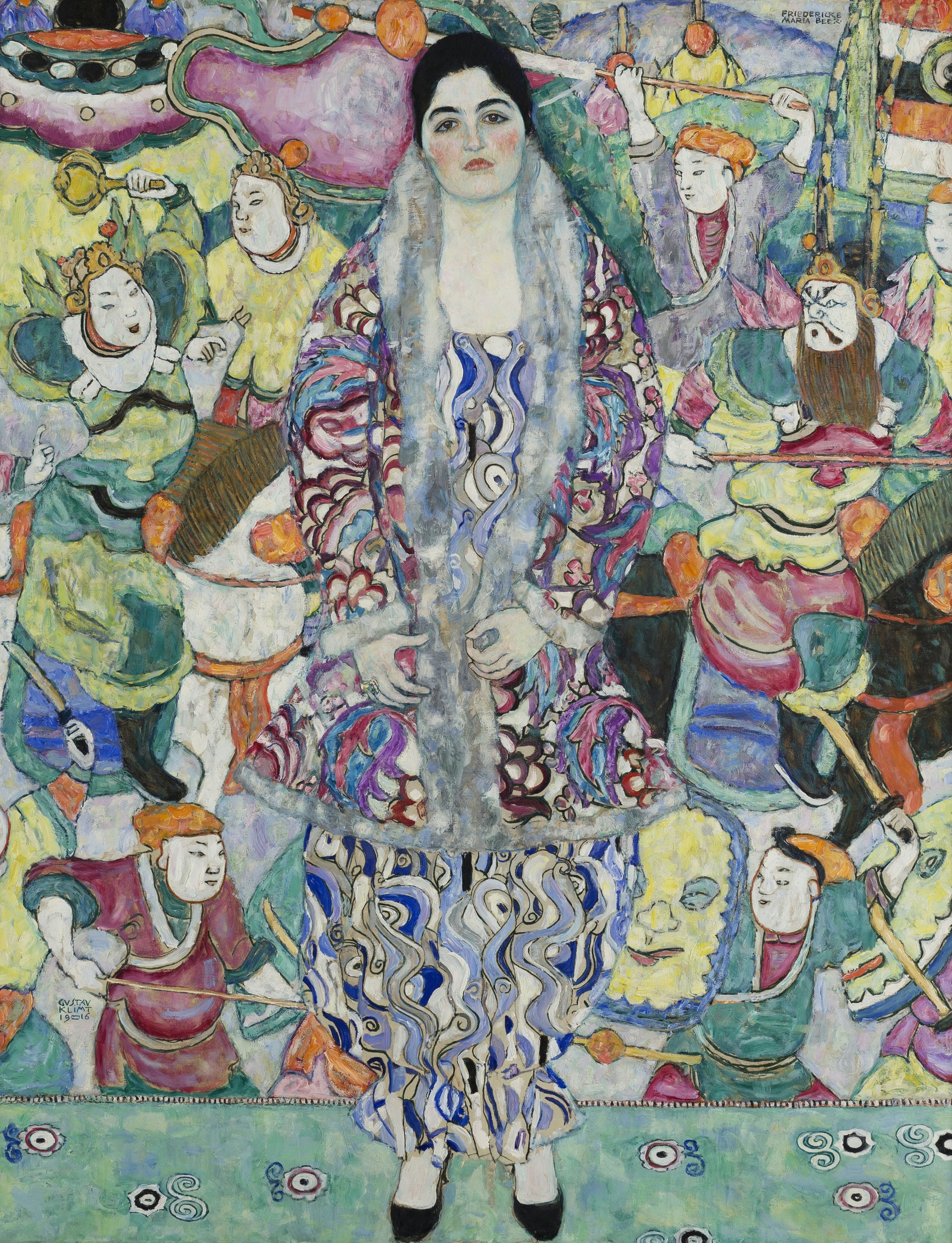
Густав Клімт. Портрет Фридерики Марії Бер. 1916. Тель-Авівський музей мистецтв

Фридерика Марія Бер-Монті (27 січня 1891 , Відень  — 12 липня 1980 , Канеохе, Гаваї ) — американська галеристка австрійського походження, героїня портретів Еґона Шіле і Густава Клімта.

## Життєпис
Нродилася в сім'ї єврейського комерсанта Еміля Бера (1861—1908) та Ізабелли Гайсслер (1866—1959), племінниці архієпископа зальцбурзького Франца Альберта Едера. Після смерті батька мати тримала у Відні «Кайзерівський бар» на Круггерштрассе, 3, який у 1920-х був відомим місцем зустрічей віденської артистичної «золотої молоді».
Закінчивши школу, Фридерика навчалася акторської майстерності і працювала моделлю на показах суконь виробництва Віденських майстерень і ательє сестер Фльоге і сама із задоволенням носила реформні сукні. 
З дитинства дружила з сином промисловця і художником Гансом Бьолером, для якого 1908 року 17-річною позувала ню (картина демонструвалося на виставці Віденської сецесії). Батьки Бьолера і мати Фридерики були проти їхнього союзу, і 1911 року Фридерику висилають у бельгійську школу-інтернат при монастирі урсулинок, а Ганса — в Пекін. 1912 року вони возз'єднуються в Відні, а 1913 року вирушають в річну подорож Центральною і Південною Америкою, Нью-Йорк. 
Там Бер познайомилася з багатьма учасниками Віденської сецесії. 1914 року позує для портрету Еґону Шіле. В 1915 році на обіцянку Бьолера подарувати їй перлове намисто просить замість цього портрет роботи Густава Клімта. Клімт спочатку відмовився, але потім прийняв замовлення і виконав його всього за кілька місяців. Портрет був готовий на початку 1916 року і коштував Бьолеру 20 тис. крон. Бер також мріяла, щоб її портрет написав Оскар Кокошка, але Перша світова війна зруйнувала плани. 1916 року Бер розлучається з Бьолером, зберігши міцну дружбу.
У середині 1920-х Фридерика Бер одружилася з італійським капітаном Емануеле Монті переїхала з ним на острів Прочида в Неаполітанській затоці. Через чотири роки шлюб розпався, і Бер повернулася до Відня. 1932 року в «Кайзерівському барі» познайомилася з американським студентом-мистецтвознавцем Г'ю Стіксом і 1935 або 1936 року емігрувала з ним до США. В Америці Бер працювала в заснованій Стіксом 1936 року некомерційній організації «Галерея художників», яка займалася за зразком і подобою Віденської сецесії просуванням американських художників, зокрема Віллема де Кунінга, Луї Елшемуса, Луїзи Невельсон і Еда Рейнгардта. Фридерика Бер також допомагала тікати від нацистів з Австрії художникам, наприклад, Максу Опенгеймеру. Фридерика Бер-Монті керувала галереєю до 1962 року, 1970 року переїхала на Гаваї, де 12 липня 1980 року покінчила життя самогубством.

## Портрети
На портреті Шіле Фридерику Бер зображено в картатій сукні-сорочці з геометричним візерунком виробництва Віденських майстерень.
На портреті Клімта вона одягнена в сукню зі стягнутим шнурівкою подолом із шовку понже «Марина» дизайну Дагоберта Пехе, знову ж таки для Віденських майстерень, і жакет з тхорячого хутра, її обновку тієї ж марки. За наполяганням Клімта Бер надягла хутряний жилет навиворіт, щоб він міг зобразити на картині чудову підкладку з кольорового шовку «Флора» дизайну Лео Блондера. До цього Бер довелося переміряти безліч східноазіатських костюмів, що зберігалися в майстерні Клімта. За її словами, малюнок тла портрета з великими фігурами і рослинним орнаментом Клімт запозичив з наявної в його колекції азійської вази. На картині і сукнґ, і жакет, і тло конкурують між собою так, що око може відпочити лише на зеленому килимі в нижній частині картини і чорному волоссі Бер, яке обрамляє її обличчя.